# Mariss Jansons
Mariss Jansons (født 14. januar 1943 i Riga, død 30. november 2019 i Sankt Petersborg) var en lettisk dirigent.
Mariss Jansons blev født i Riga som søn af dirigenten Arvid Jansons. Han gik på Leningrad Konservatorium, hvor han studerede klaver og direktion. I 1969 fortsatte han sine studier i Wien og Salzburg under Herbert von Karajan.
Sine første koncerter i Skandinavien havde Jansons med Sjællands Symfoniorkester, som han gæstede jævnligt gennem mange år. I 1973 blev Jansons 2. dirigent ved St. Petersborg Filharmoniske Orkester (på det tidspunkt Leningrad filharmonikerne). I 1979 blev han chefdirigent for Oslo Filharmoniske Orkester, i 1992 for London Philharmonic Orchestra og i marts 1997 musikalsk leder for Pittsburgh Symphony Orchestra.
I 2003 blev Jansons chefdirigent i Det Bayerske Radiosymfoniorkester og Kor, og fra september 2004 afløste Jansons Riccardo Chailly som chefdirigent for Amsterdams Concertgebouw Orkester, et af verdens mest estimerede symfoniorkestre. I perioden frem til marts 2015, hvor han stoppede hos Concertgebouw, var han chefdirigent for begge disse orkestre.
I 2006 dirigerede Jansons den legendariske nytårskoncert med Wiener Philharmonikerne. Samme år modtog han dels en Cannes Classical Award som årets kunstner, dels en Grammy for sin direktion af Sjostakovitjs 13. symfoni. Mariss Jansons er siden den 20. marts 2006 Storofficer af Trestjerneordenen. Han dirigerede også nytårskoncerten i Wien i 2012 og 2016, og han modtog Léonie Sonnings Musikpris i 2018.